# Massimo Bontempelli

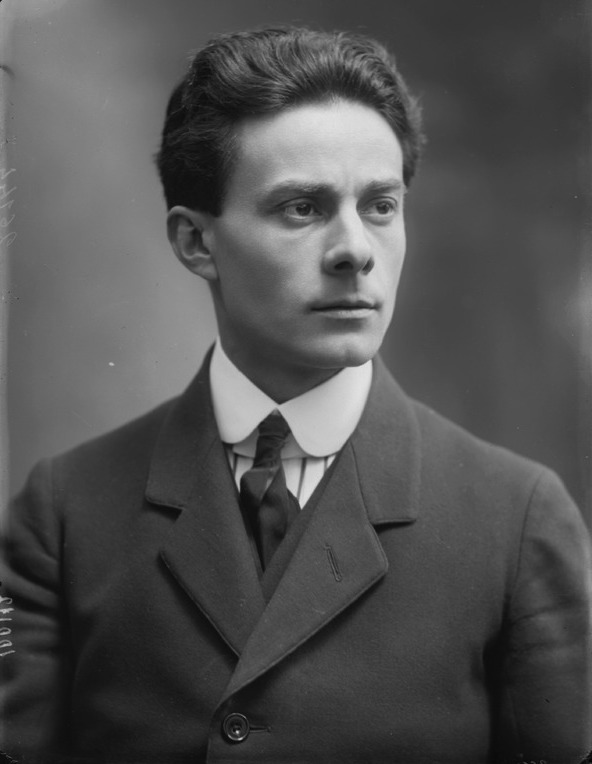
Massimo Bontempelli

Massimo Bontempelli (* 12. Mai 1878 in Como; † 21. Juli 1960 in Rom) war ein italienischer Schriftsteller, der neben seinen Freunden Alberto Savinio und Giorgio de Chirico für den Versuch steht, die Experimente der surrealistischen Avantgarde Frankreichs auf die italienische Kunst zu übertragen.

## Biografie
Nach dem Abschluss seines Philologiestudiums an der Turiner Universität im Jahr 1903 war Bontempelli als Journalist (für Il Marzocco, La Nazione und Nuova Antologia) und als Lehrer tätig. Er gehörte zunächst den traditionalistischen Zirkeln der Carducci-Anhänger und dann denen der Futuristen an. In der ersteren Phase schrieb er u. a. für die Zeitschrift La Voce unter dem Pseudonym „Minimo Maltempelli“ und veröffentlichte seine ersten Werke (Socrate moderno, 1908, und I sette savi, 1912), die er alsbald verwarf. Nach dem Ersten Weltkrieg, an dem er als Artillerieoffizier und Korrespondent für Il Messaggero teilnahm, näherte er sich dem Futurismus an, unter dessen Einfluss der Gedichtband Il purosangue. L’ubriaco (1919) sowie die Romane La vita intensa (1920) und La vita operosa (1921) entstanden.
Ausschlaggebend für einen tief greifenden Wandel in seinem künstlerischen Selbstverständnis waren seine Paris-Aufenthalte in den Jahren 1921 und 1922, die ihn mit den Kreisen der französischen Avantgarde in Kontakt brachten. So lassen die Kurzromane dieser Jahre (La scacchiera davanti allo specchio, 1922, und Eva ultima, 1923) einen völlig neuen Stil erkennen, der von einer irrationalen Beliebigkeit und von der scheinbaren Willkür von Träumen ausgeht, – eine Schreibweise, die den Forderungen von André Bretons Premier manifeste du Surréalisme (1924) größtenteils entspricht.
Er schloss eine enge Freundschaft mit Luigi Pirandello, der ihn im Rahmen seiner Mitarbeit am „Teatro d’Arte“ dazu ermunterte, auch Dramen zu schreiben. Dieser Anregung sind seine Theaterstücke Nostra Dea (1925) und Minnie la candida (1927) zu verdanken, die beide Pirandello mit seiner Schauspieltruppe zur Uraufführung brachte.
Mit Curzio Malaparte gründete er 1926 die internationale Zeitschrift ’900. Cahiers d’Italie et d’Europe, die bis 1927 auf Französisch erschien und sich an alle weltoffenen Intellektuellen des so genannten „Novecentismo“ bzw. des „Stracittà“ wandte. In diesem Forum veröffentlichte Bontempelli seine innovative Poetik des „realismo magico“, die nach dem französischen Vorbild den modernen Künstler dazu aufrief, den Zauber des Unbewussten bzw. unvorhersehbarer Abenteuer zu entdecken, ohne dabei jedoch auf die Kontrollinstanz seines menschlichen Verstandes zu verzichten. Als „Mythograf“ („mitografo“) sollte der Künstler den „im alltäglichen Leben der Menschen und der Dinge entdeckten magischen Sinn“ aufzeigen, und zwar durch eine Vereinfachung der komplexen, problembehafteten Realität in der Massengesellschaft, d. h. durch ihre Übersetzung in neue Märchen und Mythen. Die vollständige Ausgabe dieses Programms der jungen Avantgardebewegung erschien 1938 unter dem Titel L'avventura novecentista.
Während die ersten Erzählungen und Romane seines „magisch-realistischen“ Ansatzes – darunter auch der 1925 erschienene Erzählband La donna dei miei sogni e altre avventure moderne – noch von einer einfallsreichen Originalität zeugen, nutzt sich Bontempellis Erzählkunst gegen Ende der Zwanziger-Jahre jedoch zunehmend ab und verkommt zu einem zu abstrakt und gekünstelt wirkenden, intellektualistischen Konstruktivismus. Schon die Romane Il figlio di due madri (1929) und Vita e morte di Adria e dei suoi figli (1930), aber umso mehr die späteren Gente nel tempo (1937) und Giro del sole (1941), unterliegen dieser Tendenz zu einer mechanisch manierierten Umsetzung seiner stilistischen Neuerung.
Neben der Literatur pflegte Bontempelli ein ausgeprägtes Interesse für die zeitgenössische Architektur der Neuen Sachlichkeit, weswegen ihm und Pier Maria Bardi ab 1933 die Leitung der Zeitschrift Quadrante übertragen wurde. In Begleitung seiner Lebensgefährtin, der Schriftstellerin Paola Masino, reiste er oft ins Ausland, um an Vorträgen, Diskussionen und Kulturveranstaltungen teilzunehmen.
Er war ein überzeugter Anhänger des Faschismus', den er für das am besten geeignete politische Mittel hielt, um die Entstehung einer modernen Gesellschaft in Italien voranzutreiben. 1930 wurde er daher in die Accademia d’Italia aufgenommen, die ein Jahr zuvor von Benito Mussolini als kulturelles Prestigeprojekt ins Leben gerufen worden war. Aufgrund seiner Abneigung gegen den Provinzialismus der gegnerischen Strömung des „Strapaese“ vertrat er allerdings immer öfter Meinungen, die den offiziellen Auffassungen des Regimes entgegenstanden, was 1939 zu seinem Ausschluss aus der faschistischen Partei führte. Die Kriegsjahre verbrachte er in der Verbannung in Venedig, wo er seine politischen Überzeugungen grundlegend überdachte. 1948 wurde er auf der Liste des „Fronte Popolare“ in den Senat gewählt; wegen seiner faschistischen Vergangenheit wurde die Wahl jedoch für ungültig erklärt.
Mit seinem letzten Buch L'amante fedele gewann er 1953 den Premio Strega. In seinen letzten Lebensjahren hinderte ihn eine schwere Krankheit an der Fortführung seines vielseitigen Engagements und isolierte ihn in zunehmendem Maße. Am 21. Juli 1960 starb er in Rom im Alter von 82 Jahren.

## Werke

### Romane und Erzählungen
- Socrate moderno (1908; Der moderne Sokrates 1993)
- Sette savi (1912)
- La vita intensa - Romanzo dei romanzi (1920; Das intensive Leben 1992)
- La guardia alla luna (1920)
- La vita operosa (1921; Das geschäftige Leben 1991)
- Nuovi racconti d'avventure (1921)
- Viaggi e scoperte (1922)
- La scacchiera davanti allo specchio (1922)
- Ultime avventure (1922)
- Eva ultima (1923)
- La donna dei miei sogni e altre avventure moderne (1925)
- L'eden della tartaruga (1926)
- Donna nel sole e altri idilli (1928)
- Il figlio di due madri (1929; Der Sohn zweier Mütter 1930; Sohn zweier Mütter 1998)
- Il neosofista (1929)
- Vita e morte di Adria e dei suoi figli (1930)
- Mia vita, morte e miracoli (1931)
- Stato d grazia (1931)
- La famiglia del fabbro (1932; Die Famiglie des Fabbro 1941)
- <<522>> Racconto di una giornata (1932; 522. Ein Tag aus dem Leben eines Automobils 1996)
- Valoria (1932)
- Galleria degli schiavi (1934)
- Gente nel tempo (1937)
- Giro del sole (1941)
- Viaggio d’Europa (1942; Fahrt der Europa 1956)
- Le notti (1945)
- L'acqua (1945)
- L'ottuagenaria (1946)
- L'amante fedele (1953)

### Dramen
- Guardia alla luna (1916)
- Siepe a Nordovest (1919)
- Nostra Dea (1925)
- Minnie la candida (1927)
- Bassano padre geloso (1934)
- Cenerentola (1942)
- Venezia salva (1947)

### Gedichte
- Il purosangue. L’ubriaco (1919)

### Essaybände
- La donna del Nadir (1924)
- Pirandello, Leopardi, D’Annunzio (1938)
- L'avventura novecentista (1938)
- Sette discorsi (1942; Italienische Profile. 8 Reden 1943)
- Introduzione e discorsi (1944)
- Opere scelte (Hrsg.: Baldacci, Luigi; 1978)